# Yves Nat
Yves Nat (Béziers, 29 de Dezembro de 1890 - Paris, 31 de Agosto de 1956) foi um pianista, compositor e professor francês, considerado com Alfred Cortot como um dos grandes pianistas franceses da primeira metade do século XX.
Yves Nat mostrou bem cedo grande talento para tocar piano e compor. Aos sete anos de idade foi-lhe permitido improvisar aos domingos no órgão da catedral de Béziers durante a missa, e aos dez anos dirigiu como maestro a sua própria Fantasie para orquestra. 
A sua presença sonora encanta os públicos e entra no turbilhão de uma carreira de concertista apadrinhado pelo grande violonista Eugène Ysaÿe.
Tanto Fauré como Saint-Saëns encorajaram-no a continuar estudos musicais no Conservatório de Paris na master class do pianista Louis Diémer. Nat receberia o primeiro prémio deste curso especializado em 1907. Dedicou-se à música de câmara, fez turnés de concerto com o violinista Jacques Thibaud e com George Enescu, e apareceu frequentemente em dueto com Eugène Ysaÿe. Em 1911 fez a primeira de uma série de turnés nos Estados Unidos da América. Foi chamado ao serviço militar no decorrer da Primeira Guerra Mundial, e são dessa altura as suas primeiras peças publicadas, nomeadamente os Six Préludes pour Piano e as Six chansons à Païney. 
Nos anos que se seguiram, Nat fez numerosas digressões. Retirou-se das digressões e da vida de concertos em 1937 para se dedicar ao ensino no Conservatório de Paris e à composição. Teve como alunos Jean Martin, Jörg Demus, Geneviève Joy, Jean-Bernard Pommier e Pierre Sancan, entre outros. Também ensinou na Academia de Paris.
Porém, regressou em 1953 à estrada para executar um pequeno número de concertos que tiveram enorme êxito. O último destes, em 4 de Fevereiro de 1954 foi a estreia do seu Concerto para Piano e Orquesta, com a Orquestra Nacional da Radiodifusão Francesa dirigida pelo maestro Pierre Dervaux, no Théâtre des Champs-Élysées em Paris. 
Após um primeiro casamento infeliz, casou com uma das suas alunas, Elise Vuillaume.

## Repertório e reputação
O seu repertório cobria em especial as obras de Schubert, Schumann e Brahms. Entre 1951 e 1955, gravou a integral das 32 Sonatas para Piano de Beethoven. Gravou também quase toda a obra de Schumann, pela qual tinha especial predilecção. Para um pianista francês da sua idade, a gravação deste era invulgar. A maior parte dos pianistas franceses que surgiram durante e depois da Primeira Guerra Mundial tendiam a executar compositores franceses e a evitar o repertório alemão. Infelizmente não restam gravações do extenso repertório francês tocado por Yves Nat. Os seus registos oferecem "uma sonoridade cheia de ternura, um sentido dos contrastes, uma delicadeza que se entrega a um jogo de claros e escuros evocativos. O brilhante e o superficial são banidos da sua estética".
A sólida técnica e sonoridade rica de Nat serviram as sonatas de Beethoven de modo admirável. Não era, no entanto, um pianista de grandes exibicionismo, e embora o seu concerto apresente dificuldades técnicas dificílimas, evita a clássica abordagem virtuosística, e tenta mesmo ser o que o próprio Yves Nat descreveu numa entrevista para a rádio como um concerto para piano no meio da orquestra. Resumiu a sua abordagem como Tout pour la musique; rien pour le piano, ou seja, referindo-se ao protagonismo na obra, "não é sobre o piano, é sobre música".
As suas composições revelam um compositor com talento para enquadrar linhas melódicas simples em harmonias imaginativas, bem ilustradas pelo movimento lento do seu Concerto para Piano. O seu estilo orquestral é reminiscente do estilo de Ravel, com um notável foco nos instrumentos de percussão. 
Além do Concerto para Piano e obras para este instrumento a sol compôs música de câmara, um oratório e L'enfer, um poema sinfónico para solistas, coro e grande orquestra (1942).
Em sua homenagem um festival de música executa-se com regularidade em Serignan, França.